# Matafelon-Granges
Matafelon-Granges là một xã ở tỉnh Ain, vùng Auvergne-Rhône-Alpes thuộc miền đông nước Pháp.